# روني جين بيليفنز
روني جين بيليفنز (بالإنجليزية: Ronnie Gene Blevins)‏ مواليد 20 يونيو 1977 في مقاطعة هاريس، هو ممثل أمريكي.

## الأعمال

### أفلام
- الذكاء الاصطناعي
- نهوض فارس الظلام
- المختلين السبعة
- جوبز
- جو
- الرجل المثالي
- ديث وش

### مسلسلات
- إي آر
- ذا ينغ أند ذا رستلس
- أبناء الفوضى
- الدرع
- إن سي آي إس
- سي اس آي: التحقيق في موقع الجريمة
- اكبح حماسك
- نمبرز
- دم حقيقي
- اكذب علي
- سي اس آي: نيويورك
- هاواي فايف أو
- ذا منتاليست
- عقول إجرامية
- عملاء شيلد
- محقق فذ

## روابط خارجية
- روني جين بيليفنز على موقع IMDb (الإنجليزية)
- روني جين بيليفنز على موقع ألو سيني (الفرنسية)
- روني جين بيليفنز على موقع قاعدة بيانات الفيلم (الإنجليزية)
- روني جين بيليفنز على موقع كينوبويسك (الروسية)